# EIF5B
EIF5B‏ (Eukaryotic translation initiation factor 5B) هوَ بروتين يُشَفر بواسطة جين EIF5B في الإنسان.